# Bacillidae
Bacillidae – rodzina straszyków z podrzędu Verophasmatodea.

## Systematyka
Phasmida Species File wymienia:

### podrodzina Antongiliinae
Zompro, 2004; występowanie: Afryka, Madagaskar
Dzieli się na:
plemię Antongiliini,  Zompro, 2004
- Antongilla Redtenbacher, 1906
- Onogastris Redtenbacher, 1906
- Paronogastris Cliquennois, 2006

plemię Leprodini, Cliquennois, 2006
- Leprodes Redtenbacher, 1906
- Pseudonogastris Cliquennois, 2006
- Virgasia Cliquennois, 2006

plemię Pseudodatamini, Zompro, 2004
- Cirsia Redtenbacher, 1906
- Paracirsia Cliquennois, 2006
- Pseudodatames Redtenbacher, 1906

plemię Tuberculatocharacini, Zompro, 2005
- Tuberculatocharax Zompro, 2005

plemię Xylicini Günther, 1953
- Bathycharax Kirby, 1896
- Ocnobius Redtenbacher, 1906
- Ulugurucharax Zompro, 2005
- Xylica Karsch, 1898
- Xylobacillus Uvarov, 1940

### podrodzina Bacillinae
Brunner von Wattenwyl, 1893
Dzieli się na:
plemię Bacillini, Brunner von Wattenwyl, 1893
- Bacillus Peletier de Saint Fargeau & Serville, 1827
- Clonopsis Pantel, 1915

plemię Phalcini, Zompro, 2004
- Phalces Stål, 1875

### podrodzina Macyniinae
Zompro, 2004; endemiczna dla Kraju Przylądkowego.
- Macynia Stål, 1875